# Hypogastrura vernalis
Hypogastrura vernalis is een springstaartensoort uit de familie van de Hypogastruridae. De wetenschappelijke naam van de soort is voor het eerst geldig gepubliceerd in 1901 door Carl.